# 루이지애나주
루이지애나주(영어: State of Louisiana /luːˌiːziˈænə/ or /ˌluːziˈænə/, 프랑스어: État de Louisiane /lwizjan/)는 미국 남부의 주이다. 서쪽으로 텍사스주, 북쪽으로 아칸소주, 동쪽으로 미시시피주와 닿아 있으며, 남쪽으로 멕시코만과 접한다. 프랑스계 미국인이 많아 제2외국어로는 대부분 프랑스어를 사용한다.

## 역사

### 초기의 역사
유럽인들이 도착하기 전 현재의 루이지애나에는 아메리카 인디언들의 초기 단체들이 지역을 영유하고 있었다. 이 인디언들은 요새화된 마을들에 살았다. 이들 중 다수는 유럽인들과 함께 들어온 전염병으로 사망하였다. 생존자들은 애터패카 족, 카도 족, 치티매차 족, 촉토 족, 후마 족과 튜니카 족을 포함한 더 작은 국가들을 세우기 위해 결성을 하였다. 그들은 강과 늪의 후미의 둑에 있는 마을들에 살았다.

### 탐험
1541년 에르난도 데 소토가 황금을 찾기 위해 미시시피 계곡의 저지대로 스페인의 정복자들을 이끌고 들어갔다. 그러나 1542년 원정의 실패와 데 소토의 사망 소식이 스페인에 전해졌고, 스페인의 탐험가들에게 낙담을 안겨주었다.
1680년대에 르네-로베르 카블리에 드 라 살이 멕시코만에서 미시시피강의 입구를 탐험하였다. 1682년 4월 9일 그는 미시시피 강에 둘러싸인 모든 대지들을 프랑스 국왕 루이 14세를 위한 속국으로 주장하면서 "루이지안(Louisiane)"이라고 이름을 지었다. 라 살은 1684년 두 번째 원정을 착수하였으나 강에 도달하는데 실패하였다. 그러고 나서 프랑스는 일시적으로 루이지애나를 포기하였다.

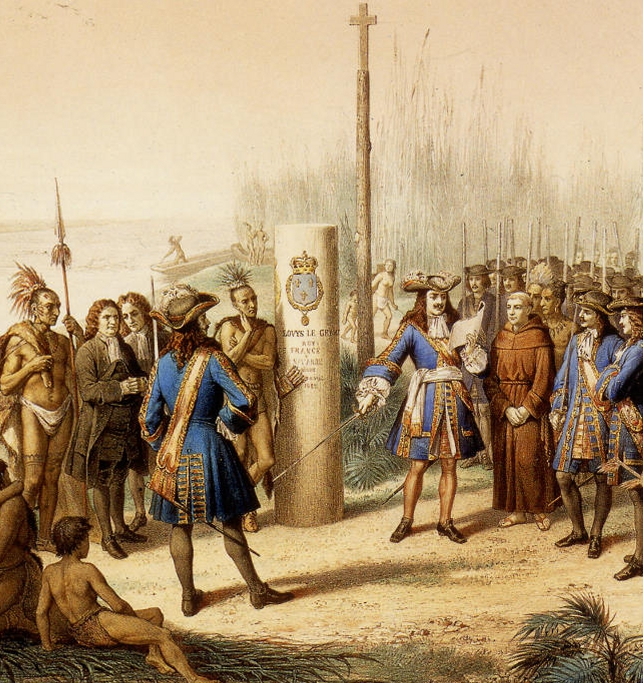
프랑스를 위한 루이지애나의 주장

### 프랑스령 루이지애나
1699년, 프랑스계 캐나다인 해군의 영웅 피에르 르 무안 드 이베르빌은 그 지역을 프랑스령으로 재주장하였다. 그는 미시시피 강의 하류를 탐험하여 현재 미시시피주의 오션스프링스에 속하는 걸프 해안에 모르파 요새를 세웠다.
그 해 말 이베르빌의 동생 장 바티스트 르 무언 드 비앵빌은 미시시피 강 하류의 접점에서 영국인의 원정대와 마주쳤다. 그는 선장에게 프랑스인들이 강 멀리까지를 이미 잘 설립한 정착지인 생각으로 속였고, 원정대는 후퇴하였다. 프랑스인들은 이후 영국인의 위협으로부터 미시시피 강의 하류를 보호하기 위하여 현재의 피닉스 근처에 요새를 세웠다.
이베르빌은 1706년 자신이 사망할 때까지 루이지애나를 다스렸다. 그러고 나서 그의 동생이 명령을 차지하였다. 1712년, 자금 압박에 시달리던 프랑스 국왕은 식민지의 통치를 부유한 상인 앙투안 크로자에게 양도하였다. 총독이 된 앙투안 드 라모트 카디약은 레드 강에 요새를 세우기 위해 루이 쥐셰로 드 생드니를 보냈다. 1714년에 설립된 그 주둔지는 루이지애나에서 첫 영구적 정착지가 되었다.
크로자의 식민지는 이익을 내는 데 실패하였다. 1717년, 통치권은 은행업자 출신의 스코틀랜드 모험가 존 로에게 양도되었다. 로는 비앵빌을 총독으로 선택하였다. 1718년 비앵빌은 뉴올리언스의 건설을 시작하였다. 하지만 1720년 로의 회사는 파산하였다. 회사는 처음에는 거대한 수의 프랑스의 투자자들을 끌어들였으나 많은 그들이 빠른 수익을 요청하면서 실패하였다. 루이지애나 식민지는 1731년 왕실의 통치로 돌아갔다.
1700년대 초기에 아프리카 흑인들을 그 지역에 노예로서 데려왔다. 1724년 루이지애나는 노예들을 통제하는데 "코드누아르"라는 법률을 채택하였다.
1762년 퐁테인블로 조약에 의하여 프랑스는 은밀히 뉴올리언스와 미시시피 강 서부의 모든 영토를 자신들의 동맹국 스페인에게 주었다. 1763년 파리 조약에 의하여 프랑스는 캐나다와 북아메리카에서 남아있는 모든 프랑스 영토들을 영국에게 넘겼다. 영국은 걸프 해안의 영토들을 동부 플로리다와 서부 플로리다로 나누었다.

### 스페인령 루이지애나
어떤 프랑스인 정착자들은 1768년 식민지의 첫 스페인 총독을 몰아냈다. 그러나 1769년 스페인은 통치를 다시 얻었다. 스페인은 정착자들을 데려오는데 토지의 양도를 제공하면서 식민지를 발전시켰다.
1760년대부터 1790년대까지 캐나다 동부의 지방 아카디아로부터 프랑스인 정착자들이 정착하였다. 영국군들이 그들의 고향으로부터 그들을 몰아낸 것이다. 아카디아인들은 남부 루이지애나, 대개 티셰와 라포셰 늪지대들에 정착하였으며, 낚시와 농사를 하면서 삶을 이루었다. 그들의 자손들은 케이준이라고 불리었다. 다른 새로 온 사람들은 카리브해 지역에서 온 프랑스계 주민들과 스페인과 카나리아 제도에서 온 이민자들을 포함하였다.
미국 독립 전쟁이 일어나는 동안에 스페인은 비밀리에 뉴올리언스에서 온 대륙군을 보내기 위해 대륙 회의의 대리인들을 허락하였다. 1779년 스페인령 루이지애나의 총독 베르나르도 데 갈베스는 서부 플로리다에 있는 영국군의 요새들에 공격을 이끌어 스페인을 위한 지역으로 주장하였다. 그는 거기에 영국인 정착자들이 스페인 통치 아래에서 식민주의자들로서 남아있는데 허락하였다.
루이지애나는 스페인의 지배 아래 확장되고 번창하였다. 정부는 비즈니스와 상업에 용기를 주어 뉴올리언스를 벽돌과 철강업의 스페인식 도시로 재건하고 노예의 반란을 물리쳤다. 1790년대에 두 발전은 루이지애나가 부유해지는 데 공헌하였다. 1793년 엘리 휘트니의 조면기 발명은 목화 재배의 생산성을 높였다. 사탕수수의 생산은 뉴올리언스의 재배원 소유자 에티엔 드 보레가 성공적으로 당밀을 껄껄하게 만든 후에 붐을 일으켰다.

### 준주 시대

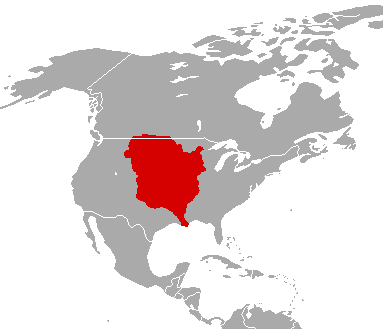
1800년 경의 루이지애나 준주

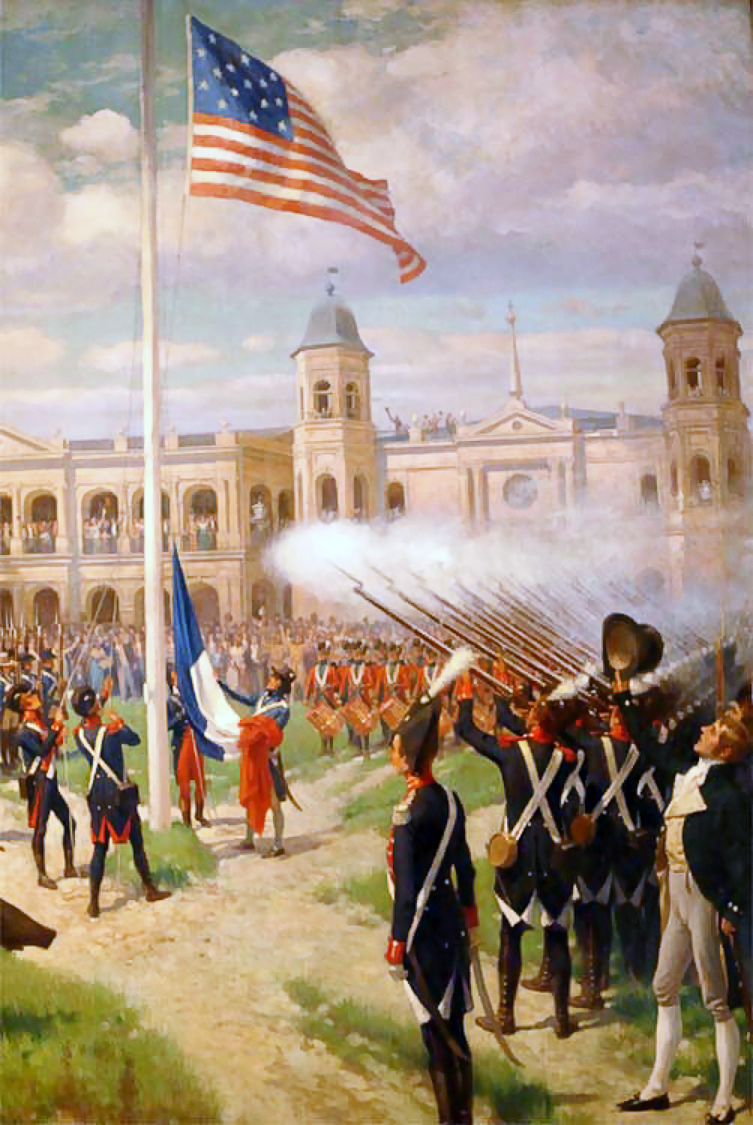
1804년 3월 10일 미국으로 넘긴 루이지애나 기념식의 모습

1800년, 프랑스의 권좌에 오른 나폴레옹 보나파르트는 1762년의 조약에 의하여 주어진 영토를 프랑스에 돌려주도록 스페인을 강요하였다. 그러나 루이지애나 준주를 차지하도록 나폴레옹이 보낸 군대는 아이티에서 노예 반란과 열대병 때문에 전멸하였다. 프랑스는 루이지에나를 미국에 약 1천 5백만 달러에 매각했다. 미국은 1803년 12월 20일에 점유권을 얻었다.
1804년, 미국 의회는 큰 영토를 나누었다. 미시시피 강의 하류는 올리언스 준주가 되었으며, 그 준주는 현재의 루이지애나주를 거의 포함하였다. W. C. C. 클레이본은 첫 준주의 총독으로 임명되었다.
1810년 9월, 스페인령 서부 플로리다에서 미국인 정착자들이 반란을 일으키고 서부 플로리다 공화국을 형성하였다. 미군은 미국이 루이지애나 매입의 완성으로서 주장한 지역을 차지하였다. 이 지역은 플로리다 군이라 불렸다.

### 주로서의 지위
1812년 4월 30일 올리언스 준주와 서부 플로리다 지역이 18번째의 주가 된 루이지애나가 되었다. 클레이본은 선출된 주의 첫 지사가 되었으며, 뉴올리언스가 첫 주도가 되었다. 주의 새 헌법은 부유한 백인 재산 소유인들에게 투표하는 권리들을 제한시켰다.
1812년 펜실베이니아주 피츠버그로부터 뉴올리언스 증기선이 미시시피 강과 오하이오 강에 처음으로 여행할 때 상업적 확장의 시기가 시작되었다. 미시시피 강은 곧 미국 내륙의 주요 해운 수로가 되었다.
루이지애나가 주가 된 후에 곧 미영 전쟁이 시작되었다. 1814년 12월과 1815년 1월 크고 권력 있는 영국군이 뉴올리언스를 침탈하려는 시도를 하였다. 앤드루 잭슨 장군과 그의 작은 군사가 영국군을 물리쳤다. 1815년 1월 8일의 아침 뉴올리언스 전투의 마지막 싸움이 벌어졌다. 양쪽 사이에 알 수가 없어져 벨기에에서 헨트 조약이 체결되면서 전쟁은 2주 일찍 끝났다. 1803년의 매입 후에 수 천 명의 정착자들과 그들의 노예들이 루이지애나에 정착하기 시작하였고 전쟁 후에도 계속 유입되었다. 뉴올리언스는 미시시피 강에 위치하였기 때문에 북아메리카에서 가장 바쁜 항구들 중의 하나로 발달하였다. 증기선의 건조자이자 운영자 헨리 밀러 쉬리브가 레드 강의 방해물을 제거한 후, 1830년대에 무역이 더욱 더 확장되었다. 이 시기 동안에 목화와 사탕수수 생산 이득이 루이지애나주를 합중국에서 가장 부유한 주들 중의 하나로 만들었다.
정착자들이 다 재산을 나눈 것이 아니다. 많은 이들은 노예들이 없었고 자신들의 소유하는 작은 농장을 운영했다. 가난한 백인 남성들은 1845년의 헌법에서 투표하는 권리를 얻었다. 그러나 1852년의 헌법은 입법부에서 노예 소유의 군들에게 더 많은 대표권을 주었다.

### 남북 전쟁

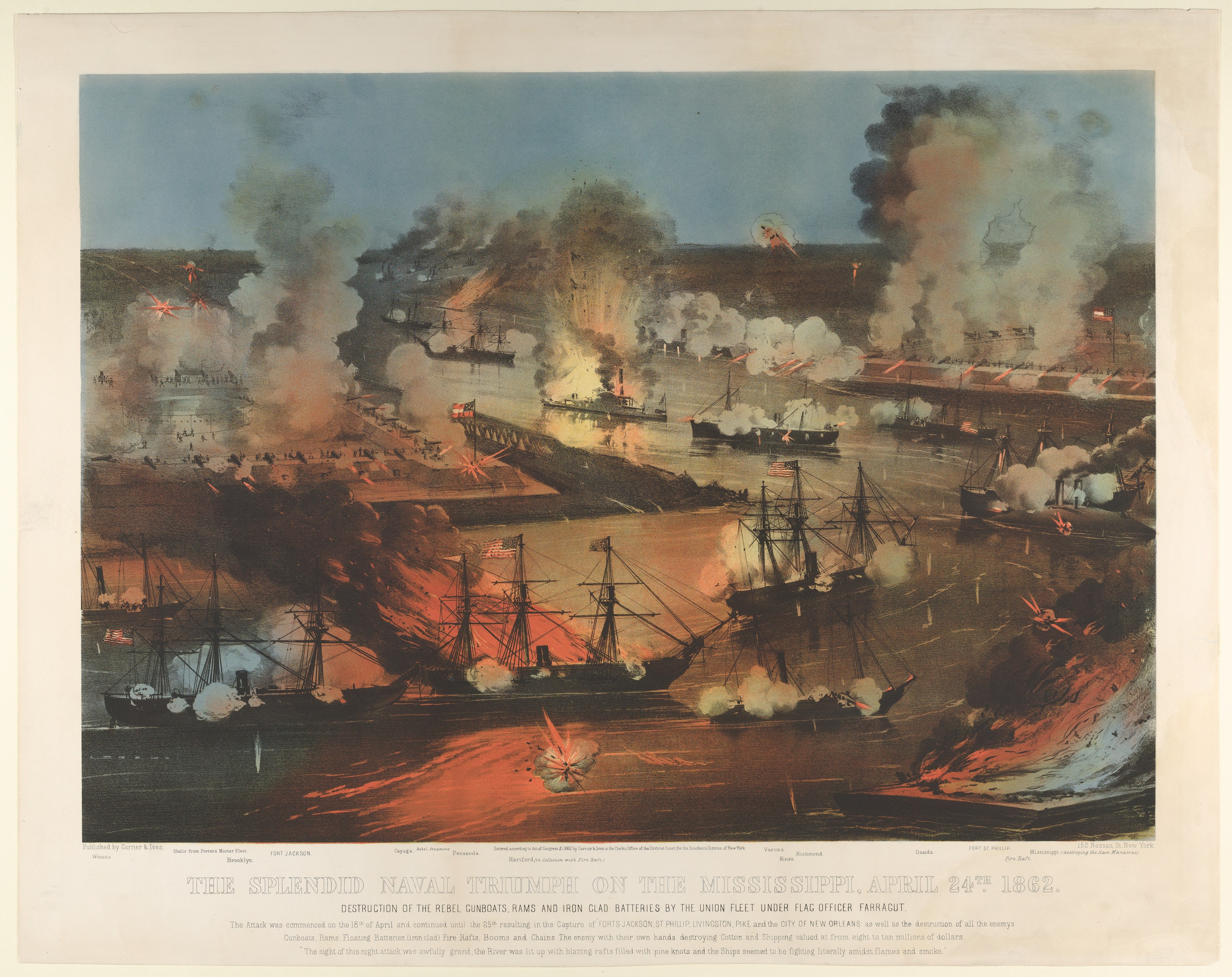
남북 전쟁 중 북군 해군의 뉴올리언스 포획

루이지애나는 1861년 1월 26일 합중국에서 탈퇴하여 3월 21일 남부 동맹에 가입하였다. 4월 12일에는 남북 전쟁이 시작되었다.
1862년 4월, 데이비드 패러거트 지휘 하에 북군 해군의 소함대가 뉴올리언스를 지키는 미시시피 강 하류의 요새들을 포격하였다. 5월 1일에는 벤저민 버틀러 장군 지휘 하에 북군들이 전투 없이 도시를 점령하여 전쟁 동안 남아있었다. 북군의 해군은 강을 올라가 배턴루지에서 주도의 철수를 강요하였다. 이 강요는 8월에 남군들의 도시 재탈환을 시도하는 것을 막는 데 도움을 주었다.
루이지애나에서 있던 다른 남북 전쟁의 주요 교전들은 배턴루지 북부의 미시시피 강에 있는 작은 타운 포트 허드슨에서의 포위 공격을 포함하였다. 포위된 지 6주 이상이 지난 후, 1863년 7월 초순에 남군은 북군의 내대니얼 뱅크스 장군에게 항복하였다. 1864년, 남군 점령의 북부 루이지애나를 대항하기 위해 레드 강에 침입을 일으켰으나, 4월 8일 맨스필드 전투에서 대단히 패하였다.

### 재통합기
루이지애나는 전쟁이 일어나는 동안에 많은 사상자들과 거대한 파괴를 겪었으며, 전쟁이 끝나자 파산에 이르렀다. 연방군에 의하여 점령된 주는 1868년 6월 25일 합중국에 재가입하였다. 그해 북부 공화당원 헨리 클레이 워머스는 주지사가 되었다. 그는 전노예들에게 투표하는 권리를 주는 새로운 군인에 의하여 강요된 헌법 아래에서 선거를 이겼다. 하지만, 헌법은 남군을 위하여 싸운 백인 루이지애나 주민들로부터 투표권을 빼앗겼다.
재건의 동안에 새로운 세금이 강요되었고 정치적 부패가 넓게 퍼졌다. 어떤 사람들은 쿠 클럭스 클랜으로서 비밀적인 백인 결사에 가입하였다. 쿠 클럭스 클랜 단원들은 투표와 다른 권리와 흑인들을 떨어뜨리기 위해 공포의 수단을 썼다.
러더퍼드 B. 헤이스는 1877년 루이지애나로부터 연방군을 철수시키고 재통합기를 끝냈다. 1800년대 후반을 통틀어 주는 서서히 전쟁의 폐허로부터 회복되기 시작하였다. 그러나 재배 경제를 대체한 소작 제도들이 많은 흑인들과 가난한 백인들을 깊숙한 빚과 노예제의 덫에 걸리게 하였다. 주의 통치를 벗어난 백인 민주당원들이 흑인들을 위한 투표를 부인하였다. 1898년의 헌법은 가난한 백인과 흑인 루이지애나 주민들에게 투표하는 권리를 허용하지 않았다.

### 상업과 산업의 번영
루이지애나에 철도들이 빠르게 확장되어 뉴올리언스는 국내적 항구로서 중요성의 증가를 얻었다. 1900년대 초반에 거대한 천연 자원과 화학 자원들의 발견은 산업의 발달과 많은 지방의 개선으로 이어졌다. 1901년, 석유가 제닝스와 화이트캐슬 근처에서 발견되었다. 1916년에는 먼로 근처에서 천연가스가 발견되었다. 천연가스, 석유와 유황의 거대한 산지들은 많은 새 산업들을 끌어들였다. 주의 막대한 숲들은 북부의 재목 회사들을 끌어들였으나 회사들은 숲을 거의 텅비도록 벗겨버렸다. 진보적인 민주당 주지사들은 도로와 학교들을 향상시키기 위해 세금을 소비하기 시작하였다.
1927년, 미시시피 강의 홍수가 루이지애나에 극심한 타격을 주면서 뉴올리언스와 강 하류의 공동체들을 위협하였다. 결과적으로 연방 정부는 막대한 홍수 조절 계획들을 시작하는 데 루이지애나주에 가담하였다.

### 휴이 롱의 시대
1928년, 농부와 노동자들 사이에 넓게 퍼진 빈곤의 시기에 휴이 롱이 주의 서비스들에 대한 확장을 약속하면서 주지사로 선출되었다. 롱은 주의 공채와 함께 공공 사업과 사회 보장의 원기왕성한 자신의 프로그램들을 융자하였고, 석유와 가스 생산에 세금들을 늘였다. 그는 주의 도로들과 다리들을 넓히거나 주립 대학을 확대하고 34층의 주의사당과 새로운 주지사의 대저택을 세웠으며, 무료의 의료 시설을 제공과 학교 어린이들을 위한 무료의 교과서들을 마련하였다.
롱의 개혁들은 사회 향상과 함께 시민적 부패를 가져왔다. "인간물고기"라는 별명을 가진 롱은 사실상 독재자가 되었다. 그는 주지사로서 임기를 지내고 미국 상원으로서 임기를 시작하였다. 그는 대통령 선거 출마 계획을 세웠으나 1935년 암살되었다.
1939년, 연방 검사들은 휴이 롱 행정부의 많은 지도자들을 사기와 다른 범죄들로서 유죄 판결을 내렸다. 롱에 반대하는 개혁 단체가 1940년 주 정부의 통치권을 가졌다. 그러나 롱의 기구는 빠르게 회복되어 루이지애나 정치에서 강한 효력을 남겼다.

### 1900년대 중반
제2차 세계 대전이 일어나는 동안에 많은 루이지애나의 산업들이 전쟁 노력의 일부였다. 조선업과 석유 화학품의 생산이 재빠르게 확장되었고, 뉴올리언스 항구를 통하여 해운업이 급격하게 증가하였다. 1940년대와 1950년대를 통하여 공장의 수가 대략 60 퍼센트나 치솟을 때에 루이지애나의 경제가 지속적으로 번영하였다. 수 천 명의 시골 근로자들이 도시들로 이주하였다.
1963년, 미시시피 강-걸프 출구가 개장되었다. 이 76 마일(122 킬로미터)의 운하는 해운업자들에게 뉴올리언스와 멕시코 만 사이의 44 마일(71 킬로미터)의 지름길을 주었다. 또한 그해에는 근로자들이 아차팔라야 강으로 들어가는 그 코스부터 미시시피 강을 멀리하고 배턴루지와 뉴올리언스로부터 이주하도록 설계한 프로젝트를 완료하였다. 공학자들의 군단은 이 프로그램의 일부로서 댐, 홍수길과 둑을 지었다.
다른 많은 미국의 주들처럼 루이지애나 주는 1950년대와 1960년대에 심각한 인종 문제들을 직면하였다. 1954년, 공공 학교들의 의무적 분리를 판결한 미국 대법원의 결정 "브라운 대 토피카의 교육 보드"는 비헌법적이었다. 많은 남부 백인들의 항의들을 넘어 학교와 공공 시설들이 인종 차별을 폐지하기 시작하였다. 1965년의 투표권 법령은 남부 흑인들의 투표권에 장벽을 제거하였다.
많은 지방적 백인들은 국민적 민주당의 차별 폐지 의안 제출권을 반대하였고 1950년대와 1960년대 동안에 공화당이 권력을 얻었다. 드와이트 D. 아이젠하워는 1876년 이래 대통령 선거에서 루이지애나 선거인단을 이긴 첫 공화당원이 되었다. 1964년, 2명의 공화당원들이 1800년대 이래 자신들의 당의 첫 당원으로서 루이지애나 하원에 선출되었다.
그러나 민주당 후보들도 지속적으로 지지를 이겼다. 1968년, 뉴올리언스의 어니스트 모리얼이 재통합기 이래 아프리카계 미국인 처음으로 루이지애나 하원 선거에서 우승하였다. 그는 1977년 뉴올리언스의 첫 흑인 시장이 되었다.

### 1900년대 후반
루이지애나의 산업 번창은 1980년대 중반에 엄격한 쇠퇴를 향하였다. 규칙 폐기와 석유값의 떨어짐이 주의 석유 탐업과 서비스 산업을 아프게 하고, 많은 주민들은 일시 해고되었다. 주의 실업률은 미국에서 가장 높아지고, 많은 주민들은 직업을 구하기 위하여 주를 떠났다. 주 외부의 몇몇 고용주들은 감소된 교육받은 근로자들의 장소를 가진 주 안으로 비즈니스들을 옮기는 데 망설였다.
루이지애나는 다른 문제들을 향하기도 하였다. 주는 석유 호학 산업들을 쇠퇴에 의하여 일어난 유독성 폐기물과 공해를 깨끗이 하려고 분투하였다. 공동 대리들과 개인적 이익들은 해안 침식으로 잃은 습지대의 큰 토지를 보호하는 데 일하였다.
1990년대 후반에는 세입을 마련하기 위해 입법부는 주의 추첨 분배를 채택하고 카지노 도박을 허락하였다.

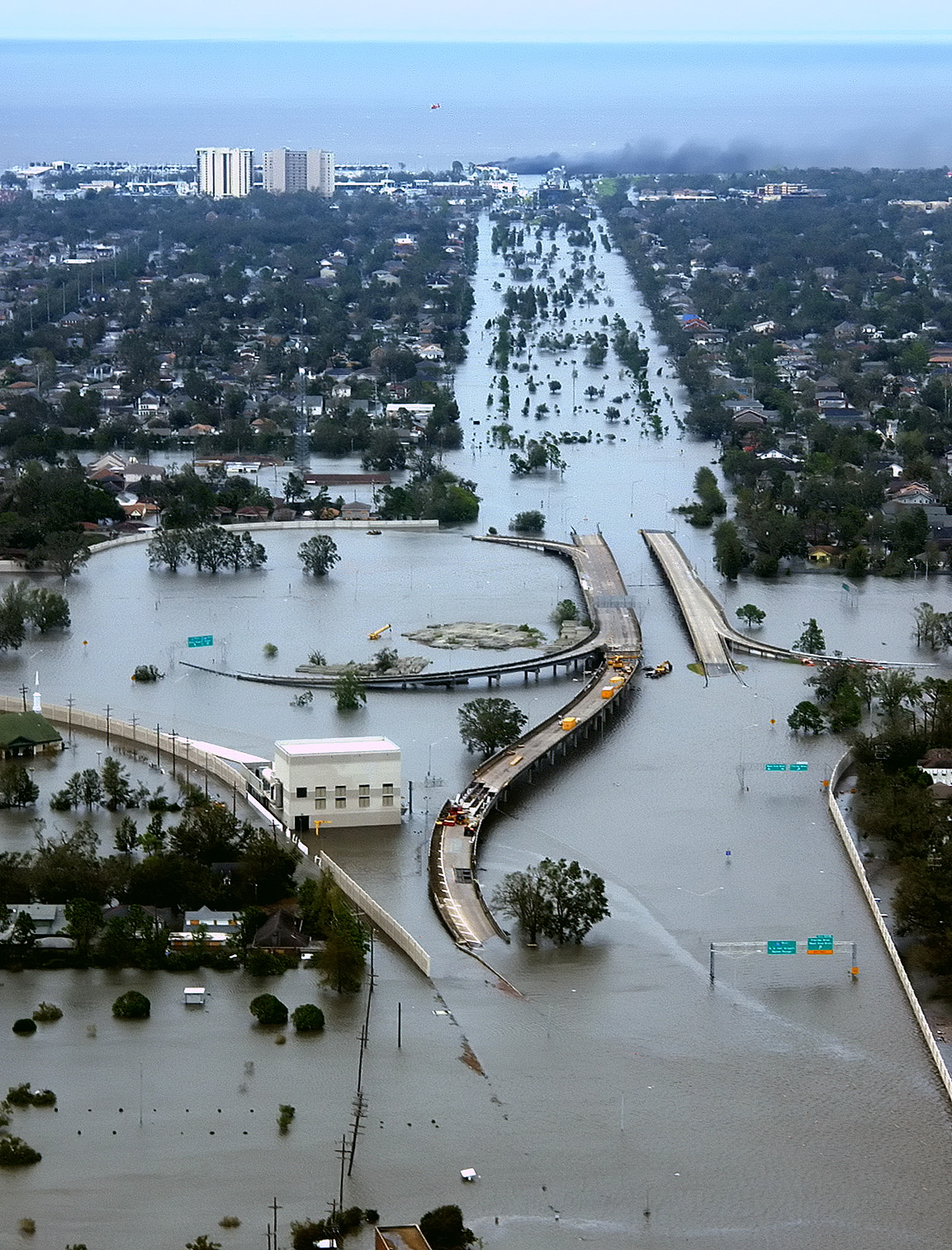
허리케인 카트리나에 의하여 홍수에 잠긴 뉴올리언스의 모습

### 21세기
2003년, 투표인들은 부주지사 캐슬린 블랭코를 주지사로 선출하였다. 블랭코는 주의 첫 여성 주지사였다.
2005년 8월 허리케인 카트리나가 걸프 해안을 덮치면서 1,800명 이상의 사망과 1조 달러의 피해를 가져왔다. 루이지애나 주에서는 늪의 후미에 있는 몇몇 작은 마을들이 강한 바람과 홍수에 의하여 파괴되었다. 뉴올리언스에서는 제방이 무너지고 홍수는 도시의 대략 80 퍼센트를 뒤덮었다. 1,500명 이상의 루이지애나 주민들이 사망하고 수 만 명이 주민들이 노숙자로 전락했다. 제방, 주택과 비즈니스의 회복은 몇 년이 걸릴 것으로 예상되었다.
2007년 투표인들은 공화당 하원 바비 진달을 주지사로 선출하였다. 진달은 미국 주의 지사로 처음으로 선출된 인도인이었다.

## 경제

### 서비스업

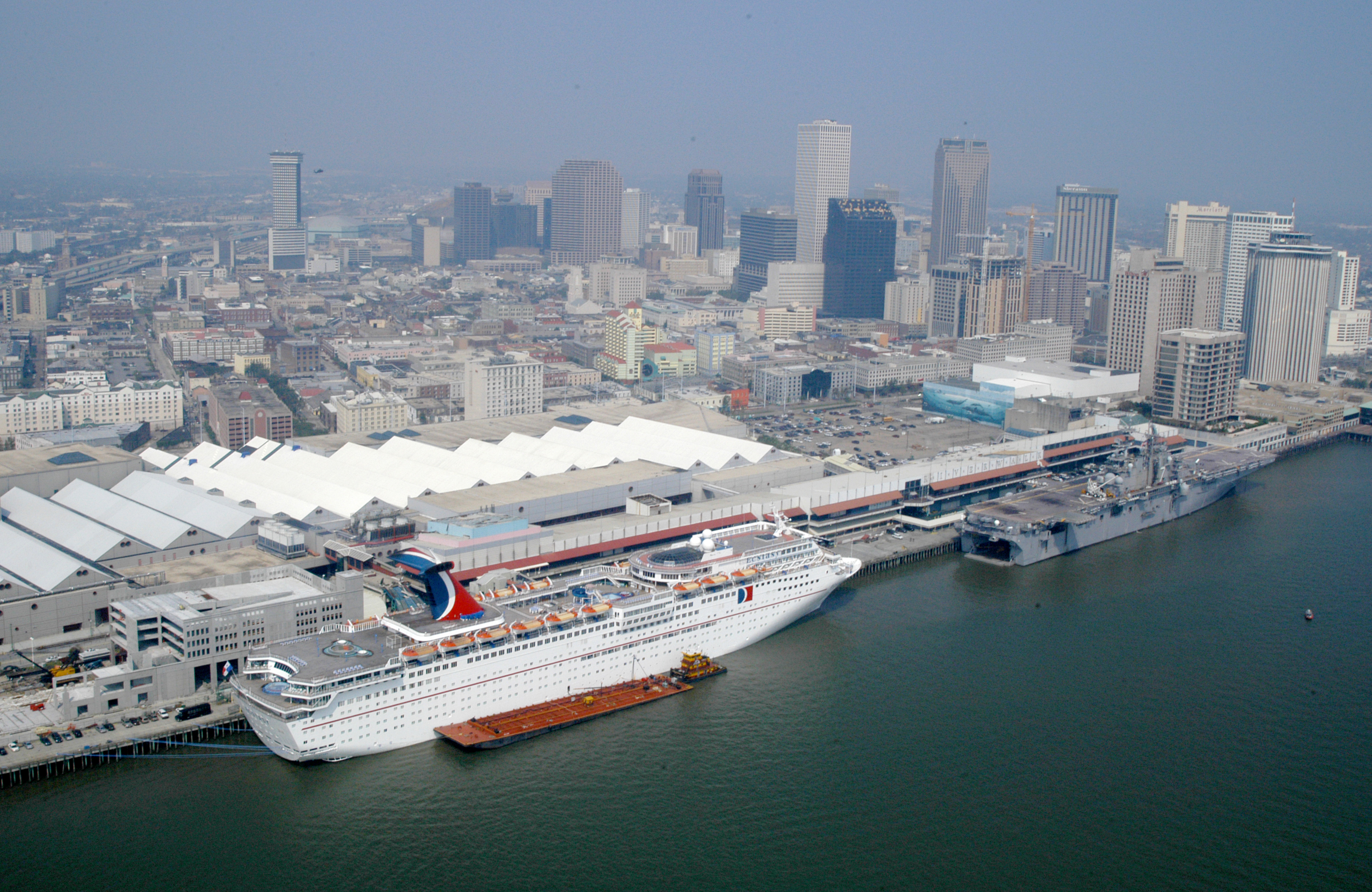
뉴올리언스 항구

서비스업은 루이지애나의 고용과 국내 총생산에서 함께 큰 비율을 차지한다. 서비스업의 대부분은 주의 메트로폴리탄 지역들에 집중되어 있다.
주도 배턴루지는 정부 활동들의 중심지이다. 배턴루지와 뉴올리언스는 금융, 보험과 부동산 부문의 중심지들이다. 루이지애나의 금융 회사들은 석유와 가스 회사들로부터 거의 소득을 받는다. 배턴루지와 뉴올리언스는 주에서 또한 도매상과 소매상의 주요 중심지들이다. 주의 식당과 호텔들은 매년 뉴올리언스로 몰려오는 수 백 만 명의 관광객들로부터 이득을 얻는다. 많은 보건 시설들도 배턴루지와 뉴올리언스에서 운영된다.
수상 교통은 루이지애나 주에서 가장 중요하다. 뉴올리언스와 배턴루지는 미국에서 가장 바쁜 2개의 항구들이다. 일부 큰 해운업 회사들이 이 두 도시들에 기지를 두었다.

### 제조업
루이지애나 주는 주요한 제조업 주들 중 하나이다. 석유와 석탄 제품들의 가공업은 루이지애나 주에서 주요한 제조업 활동이다. 정제소들은 이 산업에서 거의 가까운 소득을 마련한다. 루이지애나 주의 정제소들이 거의 주의 남부에서 운영된다.
화학품의 생산은 루이지애나 주에서 두번째로 가장 중요한 제조업이다. 배턴루지, 레이크 찰스와 뉴올리언스 지역들은 주요 화학품 제조업의 중심지들이다. 주의 화학 생산품들은 비료, 약품, 플라스틱과 비누를 포함한다.
합성 금속 제품, 식품과 교통 수단도 또한 루이지애나 주에서 만들어진다. 합성 금속 제품들은 주로 쉬리브포트와 주의 중남부에서 생산된다. 주의 주요한 가공 식품들은 제과류, 커피, 가금육, 청량 음료와 당밀을 포함한다. 배턴루지, 라파예트와 뉴올리언스 지역들은 주요한 식품 가공업의 중심지들이다. 조선업은 가장 중요한 교통 수단의 산업이다. 루이지애나 주의 공장들은 항공기, 자동차와 트럭의 부품, 미사일 부품과 트럭 트레일러들을 생산하기도 한다.

### 광업

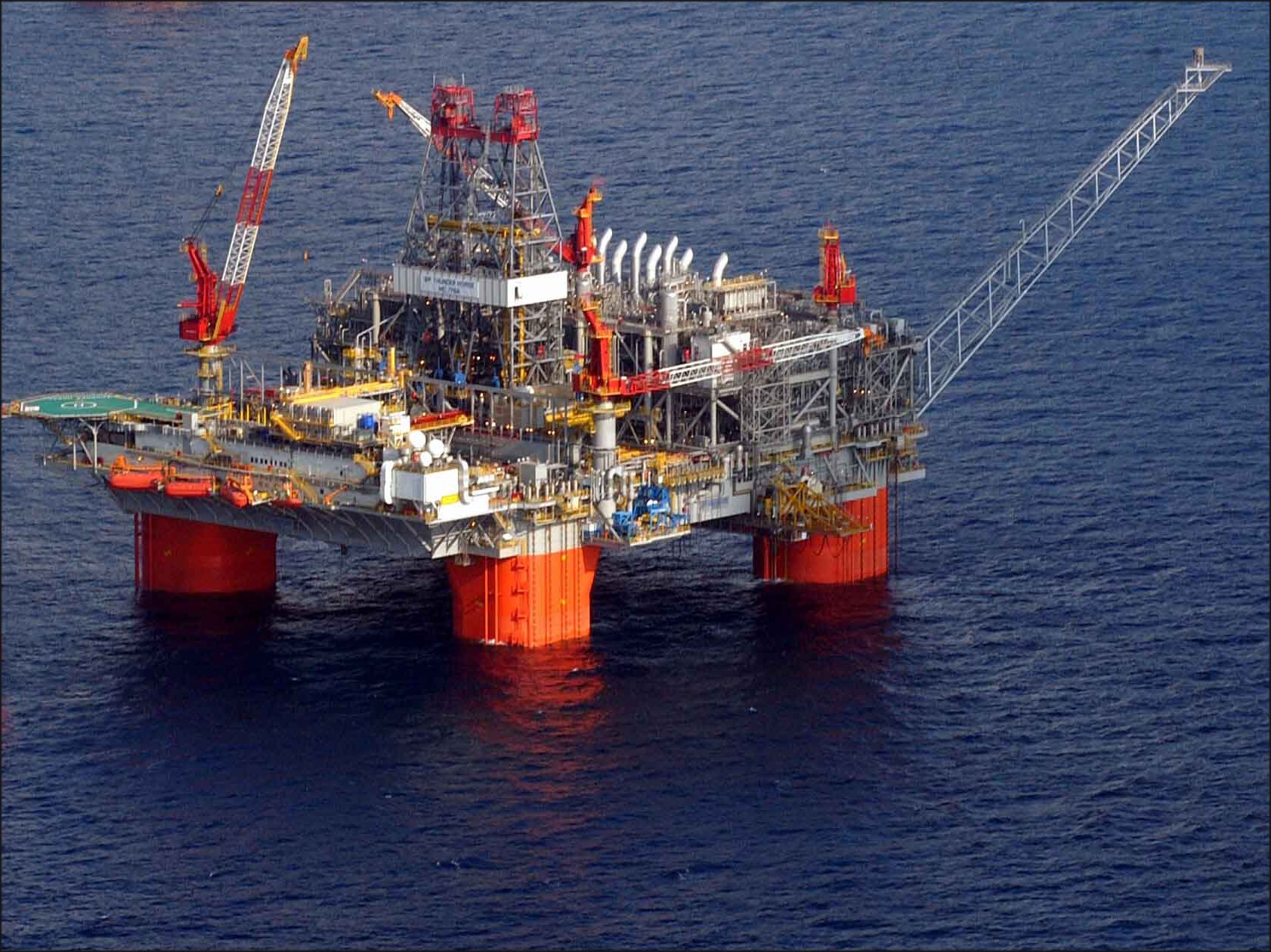
멕시코만의 유전

주의 주요 광물들은 천연가스와 석유이다. 이 생산물들은 주의 광업 소득의 대략 95 퍼센트를 차지한다. 유전들은 주로 남부의 습지대들과 쉬리브포트 지역에서 운영되고 있다. 많은 앞바다의 유전들은 멕시코만에서 뚫어져 왔다. 많은 천연가스의 지대들은 먼로와 쉬리브포트 근처에 놓여있다. 그러나 생산은 남부 루이지애나와 걸프의 앞바다에서 가장 대량인 편이다. 멕시코 만의 유전들은 내륙에서보다 더 많은 석유와 가스를 생산한다.
다른 광물들은 소금, 모래와 자갈을 포함한다. 소금의 체굴 지대들은 대부분 연안의 습지들에 있다. 모래와 자갈은 주 전역을 통하여 체굴된다. 루이지애나 주는 점토, 석탄과 깨진 돌을 생산하기도 한다.

### 농업

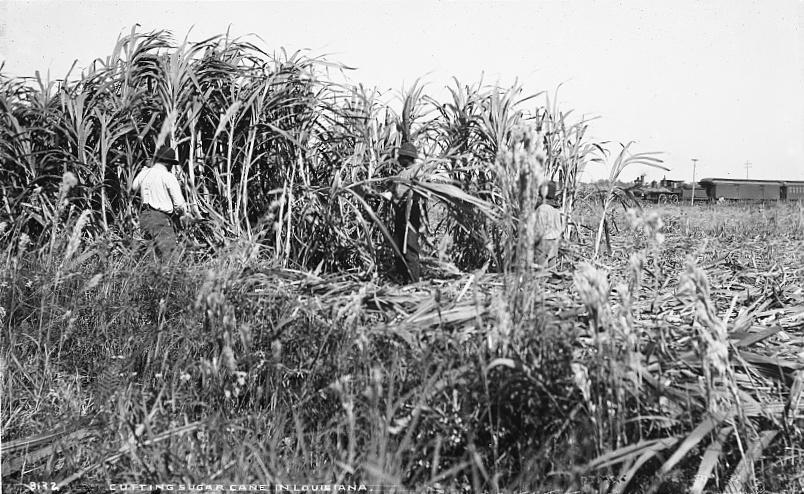
사탕수수의 수확

농장 지대가 루이지애나주 내륙 지역의 대략 3분의 2를 뒤덮고 있다. 곡물은 루이지애나 농장 소득의 대략 3분의 2를 차지한다. 사탕수수는 주에서 가장 많이 나는 농산물이다. 농부들은 주로 배턴루지와 라파예트의 남부 지역에서 사탕수수를 재배한다.
루이지애나 주의 다른 중요한 곡물들은 옥수수, 면화, 쌀과 콩이다. 루이지애나의 옥수수와 면화는 대부분 주의 북동부에서 자란다. 많은 벼농사 지역들은 레이크 찰스와 라파예트 사이에 놓여있다. 대두는 다수가 주 남부의 북동부 모퉁이로부터 라파예트까지의 지역에서 생산된다. 고구마는 가장 가치 있는 채소이며, 호두는 제1의 견과 열매 생산물이다.
닭은 주의 주요한 축산물이며 주의 북부에서 기른다. 육우와 젖소의 사육도 중요하다. 육우는 주 전역을 통하여 사육되며, 많은 낙농 지대들은 폰트차트레인 호의 북부에 위치한다. 농부들은 돼지를 기르거나 달걀을 생산하기도 한다.

### 수산업
루이지애나는 주요한 수산업 주들 중 하나이다. 새우는 가장 중요한 수산물이며, 루이지애나 주가 제1의 새우잡이 주이다. 주는 떠힌 굴와 청어의 대량 생산주이다. 다른 수산물로는 메기, 게, 가재, 도미와 다랑어를 포함한다.
주의 주요 수산업 항구들에는 캐머런, 엠파이어베니스와 인트라코스털 시티가 있다.

## 주민
| 인구조사                      | 인구      | Note | %±     |
| ----------------------------- | --------- | ---- | ------ |
| 1810년                        | 76,556    |      | —      |
| 1820년                        | 153,407   |      | 100.4% |
| 1830년                        | 215,739   |      | 40.6%  |
| 1840년                        | 352,411   |      | 63.4%  |
| 1850년                        | 517,762   |      | 46.9%  |
| 1860년                        | 708,002   |      | 36.7%  |
| 1870년                        | 726,915   |      | 2.7%   |
| 1880년                        | 939,946   |      | 29.3%  |
| 1890년                        | 1,118,588 |      | 19.0%  |
| 1900년                        | 1,381,625 |      | 23.5%  |
| 1910년                        | 1,656,388 |      | 19.9%  |
| 1920년                        | 1,798,509 |      | 8.6%   |
| 1930년                        | 2,000,000 |      | 11.2%  |
| 1940년                        | 2,363,516 |      | 18.2%  |
| 1950년                        | 2,683,516 |      | 13.5%  |
| 1960년                        | 3,257,022 |      | 21.4%  |
| 1970년                        | 3,641,306 |      | 11.8%  |
| 1980년                        | 4,205,900 |      | 15.5%  |
| 1990년                        | 4,219,973 |      | 0.3%   |
| 2000년                        | 4,468,976 |      | 5.9%   |
| 2010년                        | 4,533,372 |      | 1.4%   |
| 2019 (추산)                   | 4,648,794 |      | 2.5%   |
| 출처: 1910–2010 2019 estimate |           |      |        |

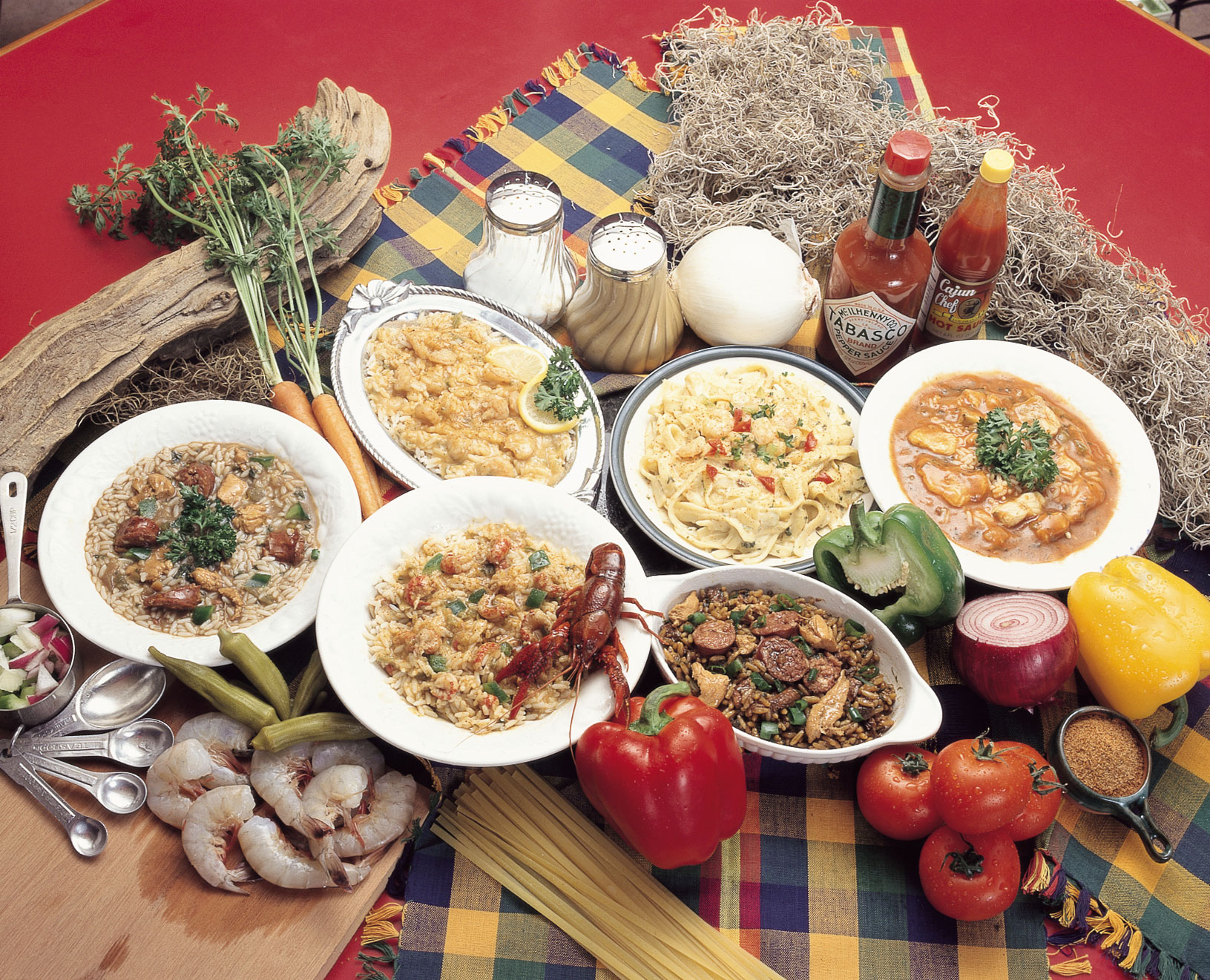
여러가지의 크리올 요리

2000년, 미국 인구 조사국은 루이지애나 주의 인구가 4,468,976명이라고 보고하였다. 1990년의 4,219,973명에서 대략 6 퍼센트를 증가하였다. 2000년, 인구 조사국에 따르면 루이지애나 주는 50개의 주들 중 인구로 22위에 올랐다.
루이지애나 주민의 대략 4분의 3은 메트로폴리탄 지역들에 살고 있다. 이 지역들은 알렉산드리아, 배턴루지, 후마-바유 케인-티보도, 라파예트, 레이크 찰스, 먼로, 뉴올리언스-메테어리-케너와 쉬리브포트-보시어 시티이다.
루이지애나 주에는 20,000명 이상의 주민들이 사는 15개의 합병 도시가 있다. 뉴올리언스는 주에서 가장 큰 도시이다. 그 외에는 인구순으로 배턴루지, 쉬리브포트, 라파예트, 레이크 찰스, 케너와 보시어 시티가 있다. 합병되지 않은 큰 지역으로는 메테어리, 마레로와 샬메트가 있다.
루이지애나 주민은 자신들의 주를 가끔 2개의 부분, 프랑스계 와 스페인계 로마 가톨릭 남부와 앵글로색슨계 개신교 북부로 나눈다. 많은 남부 루이지애나 주민들은 초기 정착자들의 후손들이다. 그들은 "크리올"이라고 불리며 아프리카계 미국인과 원주민들의 혼합한 것이며, "케이준"이라 불리는 다른 이들은 동부 캐나다의 지방이었던 아카디아로부터 건너온 프랑스인들의 후손들이고, "아일래노"는 카나리아 제도에서 정착한 후손들이다. 북부 루이지애나 주민들은 앵글로색슨 계통이다. 그들의 조상들은 이웃하는 주들에서 온 개척자들이었다. 아프리카계 미국인은 주 인구의 대략 32 퍼센트를 차지한다. 부두교를 믿는 사람들도 있다.
초기 프랑스와 스페인의 정착자들의 문화는 아직도 남부 루이지애나 중에서 중요한 영향력을 가지고 있다. 거기의 많은 주민들은 프랑스어와 영어를 다 사용한다. 스페인어를 사용하는 주민들도 있다. 1900년대 초반까지 주의 법률과 공식 통보는 양국어로 나타났다. 남부 루이지애나 주의 주요 요리 스타일 두 가지는 크리올과 케이준이다. 유명한 음식에는 검보(가끔 오크라와 요리한 해산물 수프), 잼벌라야(소시지와 닭고기를 섞은 밥), 비스크(보통 가재와 만든 진하고 매운 수프)와 에투프(밥에 얹은 해산물 스튜)가 있다. 프랑스 마켓 도너츠로도 알려진 비녜트는 기름에 듬뿍 넣고 튀겨 가루 설탕을 묻힌 작은 네모난 패스트리이다. 설탕과 호두로 만든 프렐라인은 인기 있는 캔디이다. 전통적으로 루이지애나 주민들은 맛이 강하고 진하게 볶은 커피를 마신다. 많은 뉴올리언스 시민들은 자신들이 커피에 치카리 가루를 넣어 맛을 낸다.

## 같이 보기
- USS 루이지애나